# Aghakhan Abdullayev
Pour les articles homonymes, voir Abdullyev.
Aghakhan Abdullayev (en azéri : Ağaxan Minaxan oğlu Abdullayev, né le 6 février 1950 à Bakou et mort le 25 décembre 2016 à Bakou) est un chanteur de mugham, Artiste du peuple de l’Azerbaїdjan (1998).

## Biographie
Aghakhan Abdullayev est né dans le village d'Amirdjan de la ville de Bakou.
De 1958 à 1968, il étudie au lycée n°84.
En 1969-1973, il étudie à l'école secondaire spécialisée de musique du nom d'A. Zeynalli.
En 1973, il est invité à travailler comme professeur de mugham à la Maison de la culture Abilov.
Depuis 1977, il travaille comme professeur de mugham à l'école de musique nommée d'après A.Zeynalli.
Il commence à se produire sur la scène de la Philharmonie en 1975. Il donne des concerts dans de nombreux pays d’Europe, d’Azie et du Proche-Orient.
Agakhan Abdullayev, qui souffrait d'un cancer depuis de nombreuses années.

## Titres et récompenses
- Titre honorifique Artiste honoré de la République d'Azerbaïdjan - 3 février 1993
- Titre honorifique Artiste du peuple de la République d'Azerbaïdjan - 24 mai 1998
- Prix national Humay - 2002
- Ordre de la Gloire - 3 février 2010
- Prix international Platane d'or  - 10 mai 2015